# Евхаристическо общение
Евхаристическото общение или Пълното причастие е възможност за отслужване на съвместна литургия между двама двама епископи или свещеници в съответствие с каноните и догмите.
В различните християнски доктрини и деноминации този термин се използва с различни значения. 